# Cancellieri federali della Germania
I Cancellieri federali della Germania si sono succeduti a partire dal 1949, quando alla dissoluzione del Deutsches Reich fece seguito la costituzione della Repubblica Federale di Germania e della Repubblica Democratica Tedesca.
La riunificazione della Germania, avvenuta per incorporazione della Repubblica Democratica Tedesca nella Repubblica Federale Tedesca, ha comportato una successione alla carica di cancelliere federale senza soluzione di continuità. Per le altre successioni, vedi Cancellieri del Reich (1871-1945) e Presidenti del Consiglio dei ministri della Repubblica Democratica Tedesca (1949-1990).
In tedesco è chiamato Bundeskanzler, al femminile Bundeskanzlerin.

## Lista
Composizione di Governo
     Coalizione CDU/CSU-FDP-DP
     Coalizione CDU/CSU-FDP
     Coalizione CDU/CSU-SPD (Große Koalition)
     Coalizione SPD-FDP
     Coalizione SPD-Verdi
     Coalizione SPD-Verdi-FDP (Coalizione semaforo)
| Nº | Cancelliere federale | Cancelliere federale | Cancelliere federale             | Mandato           | Mandato            | Partito                      | Governo e Composizione | Governo e Composizione             | Bundestag                          | Presidente federale | Presidente federale          |
| Nº | Cancelliere federale | Cancelliere federale | Cancelliere federale             | Inizio            | Fine               | Partito                      | Governo e Composizione | Governo e Composizione             | Bundestag                          | Presidente federale | Presidente federale          |
| -- | -------------------- | -------------------- | -------------------------------- | ----------------- | ------------------ | ---------------------------- | ---------------------- | ---------------------------------- | ---------------------------------- | ------------------- | ---------------------------- |
| 1  |                      |                      | Konrad Adenauer (1876–1967)      | 15 settembre 1949 | 20 ottobre 1953    | Unione Cristiano-Democratica | I                      | CDU/CSU-FDP-DP                     | I (1949)                           |                     | Theodor Heuss (1949-1959)    |
| 1  | 20 ottobre 1953      | 29 ottobre 1957      | Konrad Adenauer (1876–1967)      | II                | CDU/CSU-FDP-DP-BHE | Unione Cristiano-Democratica | II (1953)              |                                    |                                    |                     | Theodor Heuss (1949-1959)    |
| 1  | 29 ottobre 1957      | 14 novembre 1961     | Konrad Adenauer (1876–1967)      | III               | CDU/CSU-DP         | Unione Cristiano-Democratica | III (1957)             |                                    |                                    |                     | Theodor Heuss (1949-1959)    |
| 1  | 14 novembre 1961     | 13 dicembre 1962     | Konrad Adenauer (1876–1967)      | IV                | CDU/CSU-FDP        | Unione Cristiano-Democratica | IV (1961)              |                                    | Heinrich Lübke (1959-1969)         |                     |                              |
| 1  | 13 dicembre 1962     | 16 ottobre 1963      | Konrad Adenauer (1876–1967)      | V                 | CDU/CSU-FDP        | Unione Cristiano-Democratica | IV (1961)              |                                    | Heinrich Lübke (1959-1969)         |                     |                              |
| 2  |                      |                      | Ludwig Erhard (1897–1977)        | 16 ottobre 1963   | 26 ottobre 1965    | Unione Cristiano-Democratica | IV (1961)              | I                                  | Heinrich Lübke (1959-1969)         | CDU/CSU-FDP         |                              |
| 2  | 26 ottobre 1965      | 1º dicembre 1966     | Ludwig Erhard (1897–1977)        | II                | CDU/CSU-FDP        | Unione Cristiano-Democratica | V (1965)               |                                    | Heinrich Lübke (1959-1969)         |                     |                              |
| 3  |                      |                      | Kurt Georg Kiesinger (1904–1988) | 1º dicembre 1966  | 21 ottobre 1969    | Unione Cristiano-Democratica | V (1965)               | I                                  | Heinrich Lübke (1959-1969)         | CDU/CSU-SPD         |                              |
| 4  |                      |                      | Willy Brandt (1913–1992)         | 21 ottobre 1969   | 15 dicembre 1972   | Partito Socialdemocratico    | I                      | SPD-FDP                            | VI (1969)                          |                     | Gustav Heinemann (1969-1974) |
| 4  | 15 dicembre 1972     | 7 maggio 1974        | Willy Brandt (1913–1992)         | II                | SPD-FDP            | Partito Socialdemocratico    | VII (1972)             |                                    |                                    |                     | Gustav Heinemann (1969-1974) |
| 5  |                      |                      | Helmut Schmidt (1918–2015)       | 16 maggio 1974    | 14 dicembre 1976   | Partito Socialdemocratico    | VII (1972)             | I                                  | SPD-FDP                            |                     | Gustav Heinemann (1969-1974) |
| 5  | 14 dicembre 1976     | 4 novembre 1980      | Helmut Schmidt (1918–2015)       | II                | SPD-FDP            | Partito Socialdemocratico    | VIII (1976)            |                                    | Walter Scheel (1974-1979)          |                     |                              |
| 5  | 4 novembre 1980      | 1º ottobre 1982      | Helmut Schmidt (1918–2015)       | III               | SPD-FDP            | Partito Socialdemocratico    | IX (1980)              |                                    | Karl Carstens (1979-1984)          |                     |                              |
| 6  |                      |                      | Helmut Kohl (1930–2017)          | 1º ottobre 1982   | 30 marzo 1983      | Unione Cristiano-Democratica | IX (1980)              | I                                  | Karl Carstens (1979-1984)          | CDU/CSU-FDP         |                              |
| 6  | 30 marzo 1983        | 11 marzo 1987        | Helmut Kohl (1930–2017)          | II                | CDU/CSU-FDP        | Unione Cristiano-Democratica | X (1983)               |                                    | Karl Carstens (1979-1984)          |                     |                              |
| 6  | 11 marzo 1987        | 18 gennaio 1991      | Helmut Kohl (1930–2017)          | III               | CDU/CSU-FDP        | Unione Cristiano-Democratica | XI (1987)              |                                    | Richard von Weizsäcker (1984-1994) |                     |                              |
| 6  | 18 gennaio 1991      | 17 novembre 1994     | Helmut Kohl (1930–2017)          | IV                | CDU/CSU-FDP        | Unione Cristiano-Democratica | XII (1990)             |                                    | Richard von Weizsäcker (1984-1994) |                     |                              |
| 6  | 17 novembre 1994     | 27 ottobre 1998      | Helmut Kohl (1930–2017)          | V                 | CDU/CSU-FDP        | Unione Cristiano-Democratica | XIII (1994)            |                                    | Roman Herzog (1994-1999)           |                     |                              |
| 7  |                      |                      | Gerhard Schröder (1944–)         | 27 ottobre 1998   | 22 ottobre 2002    | Partito Socialdemocratico    | I                      | SPD-Verdi                          | Roman Herzog (1994-1999)           | XIV (1998)          |                              |
| 7  | 22 ottobre 2002      | 22 novembre 2005     | Gerhard Schröder (1944–)         | II                | SPD-Verdi          | Partito Socialdemocratico    | XV (2002)              |                                    | Johannes Rau (1999-2004)           |                     |                              |
| 8  |                      |                      | Angela Merkel (1954–)            | 22 novembre 2005  | 28 ottobre 2009    | Unione Cristiano-Democratica | I                      | CDU/CSU-SPD                        | XVI (2005)                         |                     | Horst Köhler (2004-2010)     |
| 8  | 28 ottobre 2009      | 17 dicembre 2013     | Angela Merkel (1954–)            | II                | CDU/CSU-FDP        | Unione Cristiano-Democratica | XVII (2009)            |                                    |                                    |                     | Horst Köhler (2004-2010)     |
| 8  | 28 ottobre 2009      | 17 dicembre 2013     | Angela Merkel (1954–)            | II                | CDU/CSU-FDP        | Unione Cristiano-Democratica | XVII (2009)            | Christian Wulff (2010-2012)        |                                    |                     |                              |
| 8  | 17 dicembre 2013     | 14 marzo 2018        | Angela Merkel (1954–)            | III               | CDU/CSU-SPD        | Unione Cristiano-Democratica | XVIII (2013)           |                                    | Joachim Gauck (2012-2017)          |                     |                              |
| 8  | 17 dicembre 2013     | 14 marzo 2018        | Angela Merkel (1954–)            | III               | CDU/CSU-SPD        | Unione Cristiano-Democratica | XVIII (2013)           | Frank-Walter Steinmeier (dal 2017) |                                    |                     |                              |
| 8  | 14 marzo 2018        | 8 dicembre 2021      | Angela Merkel (1954–)            | IV                | CDU/CSU-SPD        | Unione Cristiano-Democratica | XIX (2017)             |                                    |                                    |                     |                              |
| 9  |                      |                      | Olaf Scholz (1958–)              | 8 dicembre 2021   | 6 maggio 2025      | Partito Socialdemocratico    | I                      | SPD-Verdi-FDP                      | XX (2021)                          |                     |                              |
| 10 |                      |                      | Friedrich Merz (1955–)           | 6 maggio 2025     | in carica          | Unione Cristiano-Democratica | I                      | CDU/CSU-SPD                        | XXI (2025)                         |                     |                              |

### Tempo di permanenza
| N.  | Giorni in carica | Cancelliere          | Partito | Governi |
| --- | ---------------- | -------------------- | ------- | ------- |
| 1.  | 5870             | Helmut Kohl          | CDU     | 5       |
| 2.  | 5860             | Angela Merkel        | CDU     | 4       |
| 3.  | 5144             | Konrad Adenauer      | CDU     | 5       |
| 4.  | 3060             | Helmut Schmidt       | SPD     | 3       |
| 5.  | 2583             | Gerhard Schröder     | SPD     | 2       |
| 6.  | 1659             | Willy Brandt         | SPD     | 2       |
| 7.  | 1245             | Olaf Scholz          | SPD     | 1       |
| 8.  | 1142             | Ludwig Erhard        | CDU     | 2       |
| 9.  | 1055             | Kurt Georg Kiesinger | CDU     | 1       |
| 10. | 102              | Friedrich Merz       | CDU     | 1       |

### Ex cancellieri viventi
| Cancelliere      | Anni di governo | Data di nascita | Partito |
| ---------------- | --------------- | --------------- | ------- |
| Gerhard Schröder | 1998–2005       | 7 aprile 1944   | SPD     |
| Angela Merkel    | 2005–2021       | 17 luglio 1954  | CDU     |
| Olaf Scholz      | 2021–2025       | 14 giugno 1958  | SPD     |

## Vicecancellieri federali
| Nº  | Vicecancelliere federale | Vicecancelliere federale | Vicecancelliere federale           | Partito                            | Governo                      | Delega                                           | Mandato           | Mandato          |
| Nº  | Vicecancelliere federale | Vicecancelliere federale | Vicecancelliere federale           | Partito                            | Governo                      | Delega                                           | Inizio            | Fine             |
| --- | ------------------------ | ------------------------ | ---------------------------------- | ---------------------------------- | ---------------------------- | ------------------------------------------------ | ----------------- | ---------------- |
| 1   |                          |                          | Franz Blücher (1896–1959)          | Partito Liberale Democratico       | Adenauer I                   | Gestione del Piano Marshall                      | 20 settembre 1949 | 20 ottobre 1953  |
| 1   | Adenauer II              | 20 ottobre 1953          | Franz Blücher (1896–1959)          | Partito Liberale Democratico       | 29 ottobre 1957              | Gestione del Piano Marshall                      |                   |                  |
| 2   |                          |                          | Ludwig Erhard (1897–1977)          | Unione Cristiano-Democratica       | Adenauer III                 | Economia                                         | 29 ottobre 1957   | 14 novembre 1961 |
| 2   | Adenauer IV              | 14 novembre 1961         | Ludwig Erhard (1897–1977)          | Unione Cristiano-Democratica       | 16 ottobre 1963              | Economia                                         |                   |                  |
| 3   |                          |                          | Erich Mende (1916–1998)            | Partito Liberale Democratico       | Erhard I                     | Rapporti con la Germania Est                     | 16 ottobre 1963   | 26 ottobre 1965  |
| 3   | Erhard II                | 26 ottobre 1965          | Erich Mende (1916–1998)            | Partito Liberale Democratico       | 28 ottobre 1966              | Rapporti con la Germania Est                     |                   |                  |
| 4   | Erhard II                |                          |                                    | Hans-Christoph Seebohm (1903–1967) | Unione Cristiano-Democratica | Trasporti                                        | 8 novembre 1966   | 1º dicembre 1966 |
| 5   |                          |                          | Willy Brandt (1913–1992)           | Partito Socialdemocratico          | Kiesinger                    | Affari esteri                                    | 1º dicembre 1966  | 22 ottobre 1969  |
| 6   |                          |                          | Walter Scheel (1919–2016)          | Partito Liberale Democratico       | Brandt I                     | Affari esteri                                    | 22 ottobre 1969   | 15 dicembre 1972 |
| 6   | Brandt II                | 15 dicembre 1972         | Walter Scheel (1919–2016)          | Partito Liberale Democratico       | 16 maggio 1974               | Affari esteri                                    |                   |                  |
| 7   |                          |                          | Hans-Dietrich Genscher (1927–2016) | Partito Liberale Democratico       | Schmidt I                    | Affari esteri                                    | 17 maggio 1974    | 16 dicembre 1976 |
| 7   | Schmidt II               | 16 dicembre 1976         | Hans-Dietrich Genscher (1927–2016) | Partito Liberale Democratico       | 5 novembre 1980              | Affari esteri                                    |                   |                  |
| 7   | Schmidt III              | 5 novembre 1980          | Hans-Dietrich Genscher (1927–2016) | Partito Liberale Democratico       | 17 settembre 1982            | Affari esteri                                    |                   |                  |
| 8   | Schmidt III              |                          |                                    | Egon Franke (1913–1995)            | Partito Socialdemocratico    | Rapporti con la Germania Est                     | 17 settembre 1982 | 1º ottobre 1982  |
| (7) |                          |                          | Hans-Dietrich Genscher (1927–2016) | Partito Liberale Democratico       | Kohl I                       | Affari esteri                                    | 4 ottobre 1982    | 29 marzo 1983    |
| (7) | Kohl II                  | 29 marzo 1983            | Hans-Dietrich Genscher (1927–2016) | Partito Liberale Democratico       | 12 marzo 1987                | Affari esteri                                    |                   |                  |
| (7) | Kohl III                 | 12 marzo 1987            | Hans-Dietrich Genscher (1927–2016) | Partito Liberale Democratico       | 18 gennaio 1991              | Affari esteri                                    |                   |                  |
| (7) | Kohl IV                  | 18 gennaio 1991          | Hans-Dietrich Genscher (1927–2016) | Partito Liberale Democratico       | 18 maggio 1992               | Affari esteri                                    |                   |                  |
| 9   | Kohl IV                  |                          |                                    | Jürgen Möllemann (1945–2003)       | Partito Liberale Democratico | Economia                                         | 18 maggio 1992    | 21 gennaio 1993  |
| 10  | Kohl IV                  |                          |                                    | Klaus Kinkel (1936–2019)           | Partito Liberale Democratico | Affari esteri                                    | 21 gennaio 1993   | 15 novembre 1994 |
| 10  | Kohl V                   | 15 novembre 1994         | 27 ottobre 1998                    | Klaus Kinkel (1936–2019)           | Partito Liberale Democratico | Affari esteri                                    |                   |                  |
| 11  |                          |                          | Joschka Fischer (1948–)            | Alleanza 90/I Verdi                | Schröder I                   | Affari esteri                                    | 27 ottobre 1998   | 22 ottobre 2002  |
| 11  | Schröder II              | 22 ottobre 2002          | Joschka Fischer (1948–)            | Alleanza 90/I Verdi                | 22 novembre 2005             | Affari esteri                                    |                   |                  |
| 12  |                          |                          | Franz Müntefering (1940–)          | Partito Socialdemocratico          | Merkel I                     | Lavoro e affari sociali                          | 22 novembre 2005  | 21 novembre 2007 |
| 13  |                          |                          | Frank-Walter Steinmeier (1956–)    | Partito Socialdemocratico          | Merkel I                     | Affari esteri                                    | 21 novembre 2007  | 27 ottobre 2009  |
| 14  |                          |                          | Guido Westerwelle (1961–2016)      | Partito Liberale Democratico       | Merkel II                    | Affari esteri                                    | 27 ottobre 2009   | 16 maggio 2011   |
| 15  |                          |                          | Philipp Rösler (1973–)             | Partito Liberale Democratico       | Merkel II                    | Economia                                         | 16 maggio 2011    | 17 dicembre 2013 |
| 16  |                          |                          | Sigmar Gabriel (1959–)             | Partito Socialdemocratico          | Merkel III                   | Economia (fino al 2017) Affari esteri (dal 2017) | 17 dicembre 2013  | 14 marzo 2018    |
| 17  |                          |                          | Olaf Scholz (1958–)                | Partito Socialdemocratico          | Merkel IV                    | Finanze                                          | 14 marzo 2018     | 8 dicembre 2021  |
| 18  |                          |                          | Robert Habeck (1969–)              | Alleanza 90/I Verdi                | Scholz                       | Economia                                         | 8 dicembre 2021   | 6 maggio 2025    |
| 19  |                          |                          | Lars Klingbeil (1978–)             | Partito Socialdemocratico          | Merz                         | Finanze                                          | 6 maggio 2025     | in carica        |